# Sant'Angelo (Fluminimaggiore)
Sant'Angelo è un borgo del comune di Fluminimaggiore, nella provincia del Sulcis Iglesiente in Sardegna. Sorge a 559 m sul livello del mare e conta 19 abitanti.

## Storia
Il borgo venne fondato nei primi anni del XVIII secolo, contemporaneamente al centro di Fluminimaggiore.

## Monumenti e luoghi di interesse

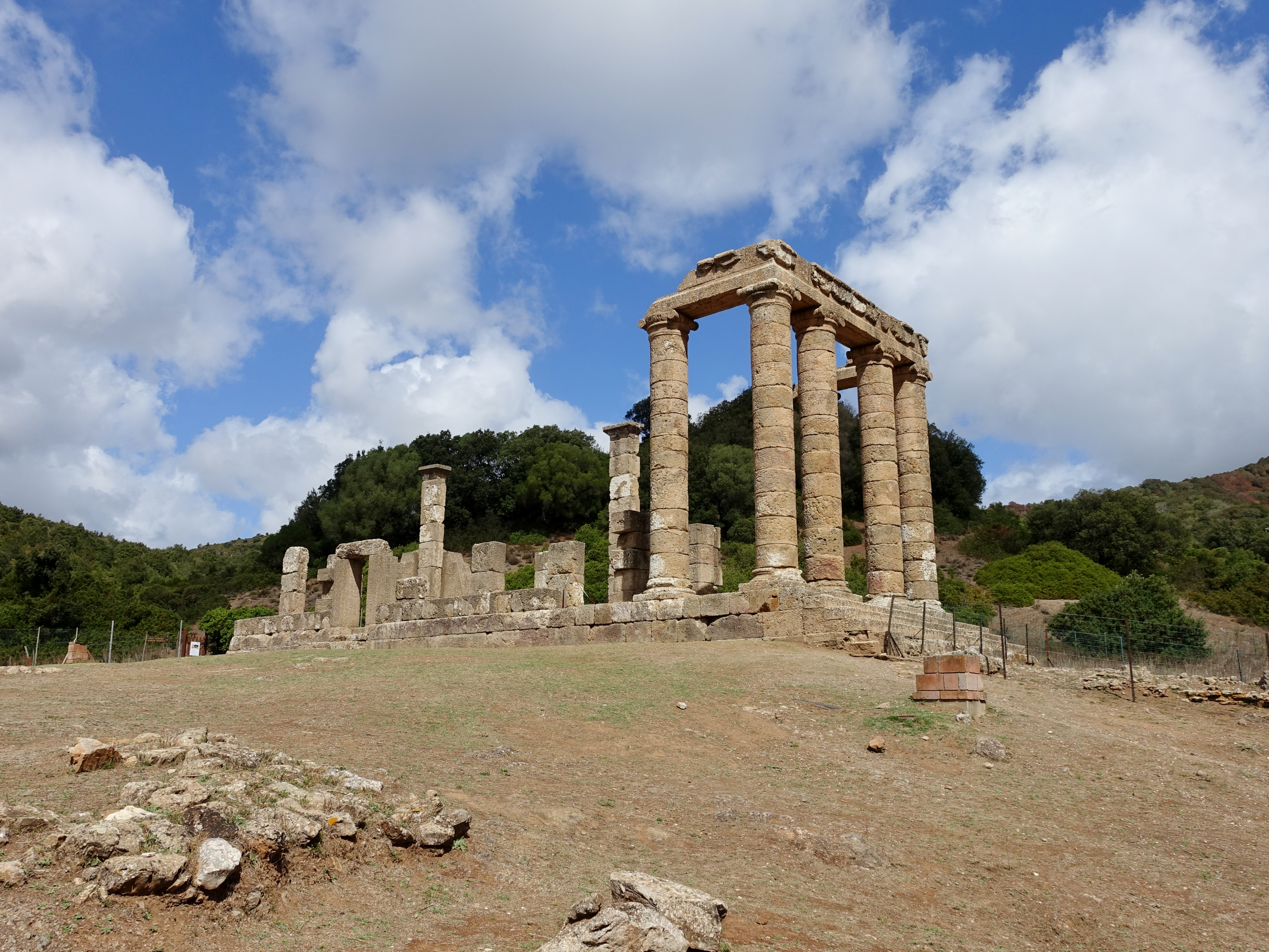
Tempio di Antas

Fra i luoghi di interesse si segnala la chiesetta campestre di Sant'Angelo e la "villa Alice", appartenuta all'impresa mineraria Sant'Angelo, di proprietà della famiglia del pittore Amedeo Modigliani. Più a valle, a pochi km di distanza, è situato il tempio di Antas.
All'interno della frazione è possibile osservare due cannoni che provengono da Cala Domestica e testimoniano l'epoca degli assalti dei corsari barbareschi.